# Умтата
Мтата (англ. Mthatha), устаревшее название Умта́та (то же слово, где префикс «u» в названии — показатель именного класса для топонимов в языке коса) — город в Южно-Африканской Республике и бывшая столица бантустана Транскей. Основана в 1879 году англичанином Ричардом Калверли на месте прежнего поселения племени Тембу, входящего в народ Коса.
В городе существовал филиал Университета Форт-Хэр (одного из университетов для чернокожих), который с 1977 г. в честь провозглашения «независимости» Транскея стал называться Университет Транскея. Позднее, после отмены апартеида, он был преобразован в Технологический и научный университет имени Уолтера Сисулу, включивший также ряд других вузов.
В Мфезо родился, а в посёлке Цгуну близ Мтаты вырос бывший президент ЮАР Нельсон Мандела. Поэтому в Мтате находится дом-музей Нельсона Манделы, открывшийся 11 февраля 2000 года, спустя десять лет после его освобождения из заключения. Филиалы музея разделены между Мтатой, Цгуну и Мфезо.
2 марта 2004 года Умтата была официально переименована в своё нынешнее название — Мтата.